# اوتر بنکز
اوتر بنکز (انگلیسی: Outer Banks) یا «بانک‌های بیرونی» یک سریال تلویزیونی درام نوجوانانه معمایی اکشن-ماجراجویی آمریکایی است که توسط جاش پیت، جوناس پیت و شانون برک ساخته شده و در ۱۵ آوریل ۲۰۲۰ از نتفلیکس پخش شد. این سریال در جامعه‌ای در بانک‌های بیرونی کارولینای شمالی اتفاق می‌افتد و درگیری بین دو گروه از نوجوانان را در جستجوی گنج گمشده دنبال می‌کند. در فوریه ۲۰۲۳، پیش از پخش فصل سوم، این سریال برای فصل چهارم تمدید شد که در دو بخش پخش شد؛ بخش اول در ۱۰ اکتبر ۲۰۲۴ و بخش دوم در ۷ نوامبر ۲۰۲۴ منتشر شد. در نوامبر ۲۰۲۴، این سریال برای فصل پنجم و پایانی تمدید شد.